# Martin Joseph Haller

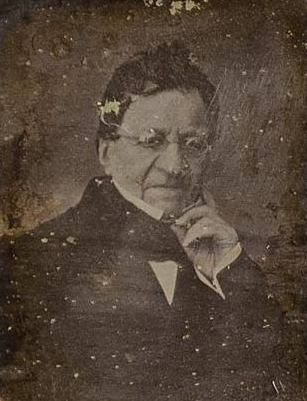
Martin Joseph Haller (1770–1852)

Martin Joseph Haller (* 18. Juni 1770 in Halle an der Saale; † 15. Dezember 1852 in Hamburg) war ein deutscher Kaufmann, Bankier, Handelskammerpräsident von 1822 bis 1823 und ein Förderer des Komponisten Georg Gerson.

## Leben und Laufbahn
Martin Joseph Haller (bis 1805 Mendel Joseph Haller) kam um 1794 als mittelloser Zuwanderer in die Dreigemeinde Hamburg. Er war verehelicht mit Elisabeth (bis 1805 Blümchen) Gottschalk (1770–1816), einer vermutlich wohlhabenden Urenkelin des Salomon Düsseldorf aus Hannover, und lebte als sogenannter Schutzjude unter den für damalige Verhältnisse liberalen Umständen im dänisch kontrollierten Altona. Um 1799 fand er eine Stellung in der Hamburger Handelsfirma Fürst et Comp. des Kaufmanns Levin Salomon Fürst (ab 1802 Lorenz Fürst). Um 1804 wurde er Teilhaber dieser Firma, die nun auch als Fürst, Haller & Co. bezeichnet wurde.
Nach der Geburt seines Sohnes Nicolaus Ferdinand wurde er von den Gemeindeältesten angezeigt, da er den Sohn nicht hatte beschneiden lassen. Er wollte seinen Sohn: ...dieser Operation nicht aussetzen, die weit gefährlicher ist als man sie allgemein glaubt. Die Fälle der Verblutung oder Verstümmlung sind gar nicht selten, u[nd] noch neulich verlor einer meiner Freunde ein Kind an dieser Operation, der mich dringend auffordert, sie zu unterlassen.
Kurz darauf (am 26. Juni 1805 in der Kirche zu Allermöhe) ließ er sich und die Familie christlich taufen und nahm den Namen Martin Joseph Haller an. Seine Paten dabei waren Hallers Geschäftspartner, Lorenz Levin Salomon Fürst (der 1802 selber zum Christentum konvertiert war), und der Jurist Johann Hermann Luis, die Taufe nahm der Pastor Karl Johann Heinrich Hübbe vor, nachdem Haller ihm am 30. Mai 1805 einen langen Brief mit religionsphilosophischen Überlegungen gesandt hatte, worin eher ein aufklärerischer Leitgedanke als christliche Überzeugung zum Ausdruck kam.
Bereits um 1797 hatte Haller das Bankhaus J. M. Haller gegründet (später Bankhaus Haller, Söhle & Co.), als dessen Inhaber er es bald zu Ansehen brachte. 1818 wurde er Mitglied der Commerz-Deputation, deren Präses er von Mai 1822 bis Mai 1823 war.

## Musikförderer und Kunstsammler
Haller war ein belesener Kulturliebhaber, legte eine Bibliothek und eine Gemäldesammlung in seinem Hause an, und war wie sein Kollege Lorenz Fürst ein Liebhaber der Hausmusik und Förderer des Komponisten Georg Gerson. Daneben war er an Konzerten in der von Gerhard von Hoßtrup gegründeten Börsenhalle zugegen. Über seine Tätigkeit als Kunstsammler besagten Zeitzeugen: Er hatte, wenn auch kein Urteil, so doch Interesse für Gemälde und hat eine nicht unbedeutende Sammlung teilweise wertvoller alter Ölbilder hinterlassen, die er gelegentlich von notleidenden Emigranten im Anfang des 19. Jahrhunderts billig erwarb.

## Familie und Nachkommen (Auswahl)

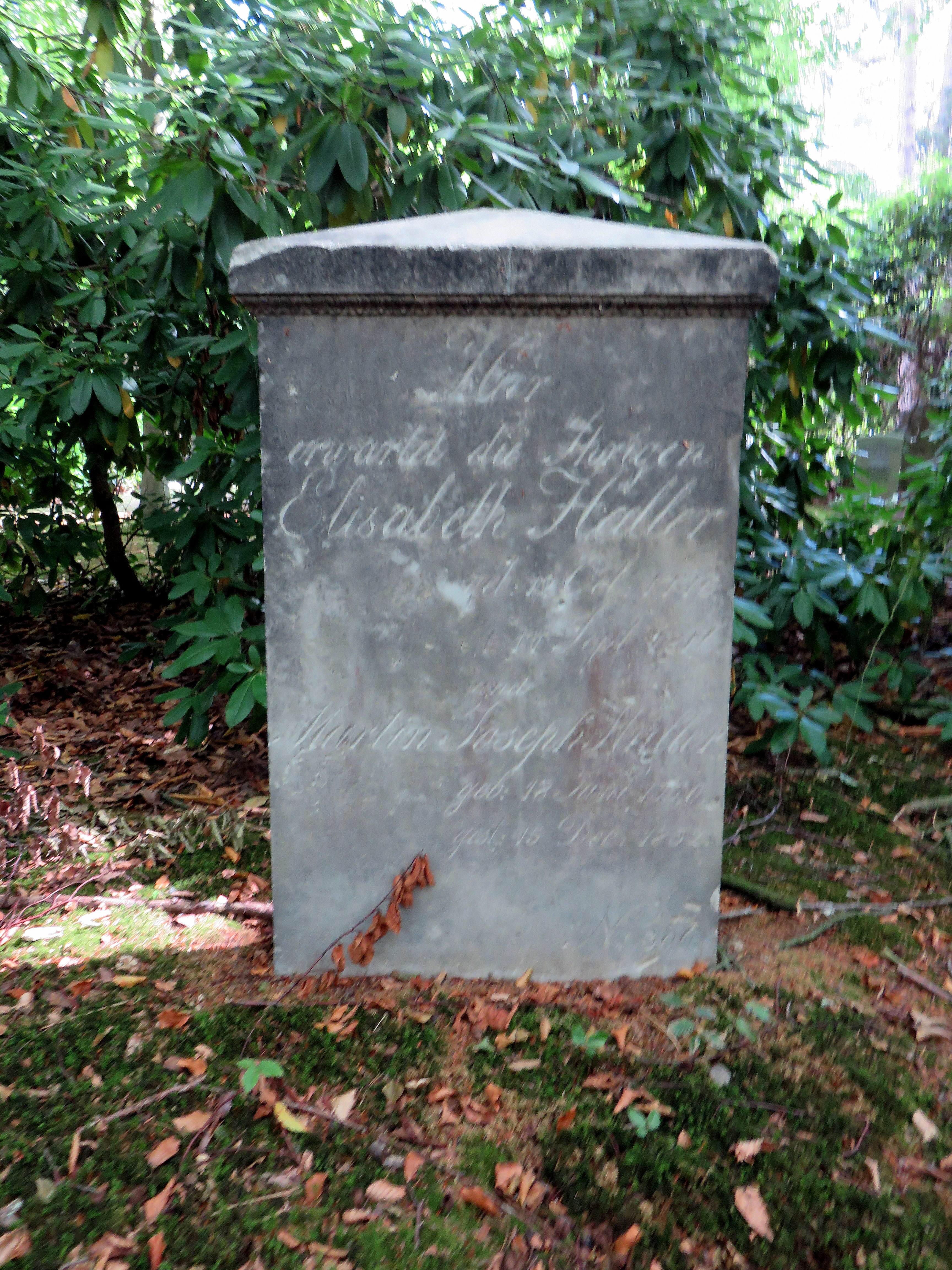
Stele für Elisabeth und Martin Joseph Haller, Familiengrab Martin Haller, Friedhof Ohlsdorf

Martin Joseph Haller war der Sohn des Joseph Benjamin Haller (* um 1720; † 1772 in Halle) und entstammte einer der 50 jüdischen Familien, die aus Wien vertrieben in der Stadt Halle Asyl fanden. Er hatte einen Bruder namens John Ries und einen jüngeren Bruder, Joseph Benjamin (Benny) Haller (* 15. Juli 1772 in Halle; † 26. September 1838), dessen Tochter Philippine (1822–1892) später die Mutter des Malers Max Liebermann wurde.
Hallers Schwägerin, Amalie Angelica Christiane Gottschalk (* 26. Juli 1777 in Hannover; † 20. Februar 1838 in St. Petersburg) war mit Baron Ludwig Stieglitz, dem Gründer des Bankhauses Stieglitz & Co. in St. Petersburg verheiratet.
Martin Joseph Haller hatte mehrere Nachkommen, darunter:
- Auguste Clara Haller (1799–1883); ⚭ 1829 Kaufmann Johann Christian Söhle (1801–1871). Zeitzeugen besagten: ...Niemand, der diese kleine, runde, geschäftige Hausfrau sah oder ihr auf dem Hopfenmarkt begegnete, wo sie stets persönlich die Einkäufe von Fischen, Gemüsen und dergleichen besorgte und in Platt über den Preis verhandelte, niemand würde in ihr eine geistvolle, hochgebildete Dame vermutet haben, die nicht nur Englisch und Französisch, sondern auch Italienisch, Spanisch und Russisch sprach, wozu sie durch die häufigen Tischbesuche auswärtiger Geschäftsfreunde ihres Vaters reichliche Gelegenheit fand.
- Wilhelm Ludwig Haller (1800–1825)
- Nicolaus Ferdinand Haller (* 21. Januar 1805 Hamburg; † 10. Oktober 1876 ebenda), Hamburger Bürgermeister 1863 bis 1875
  - Martin Haller, erbaute u. a. die Musikhalle, das damalige philharmonische Konzerthaus Hamburg.
- Johann Eduard Haller (* 2. März 1810 in Hamburg; † 15. Februar 1889 ebenda), Bankier.

## Werke
- Ueber die vorgeschlagene Einführung Teutscher Reichszölle zur Aufnahme der Industrie; in Nemesis, Zeitschrift für Politik und Geschichte, Band 3, II. Stück (Weimar, 1814). S. 170–198; Online über Google-Bücher (zuletzt besucht am 30. April 2020)
- Sechs Briefe über den Handel der Hansestädte, besonders in Beziehung auf die Angriffe des Manuscripts aus Süd-Deutschland. Verlag Johann Georg Heyse (Bremen, 1821); Online über Google-Bücher (zuletzt besucht am 30. April 2020)